# Sauðárkrókur
Sauðárkrókur is na Akureyri de grootste stad in het noordwesten van IJsland met 2.575 inwoners (2013) gelegen in de gemeente Skagafjörður aan het gelijknamige fjord. In Sauðárkrókur zijn er enkele musea gevestigd: het Sauðárkrókur volksmuseum Minjahúsið en Ingimundurs smidse. Ook de houten Sauðárkrókskirkja uit 1892 is een bezoekje waard.
Verder worden er vanuit Sauðárkrókur boottochten georganiseerd naar het onbewoonde 20 hectare grote vogeleilandje Drangey. Het eiland is vooral bekend omdat de ontknoping van de IJslandse saga van Grettit de Sterke zich hier heeft afgespeeld.

## Geboren
- Hólmar Örn Eyjólfsson (1990), voetballer

## Galerij

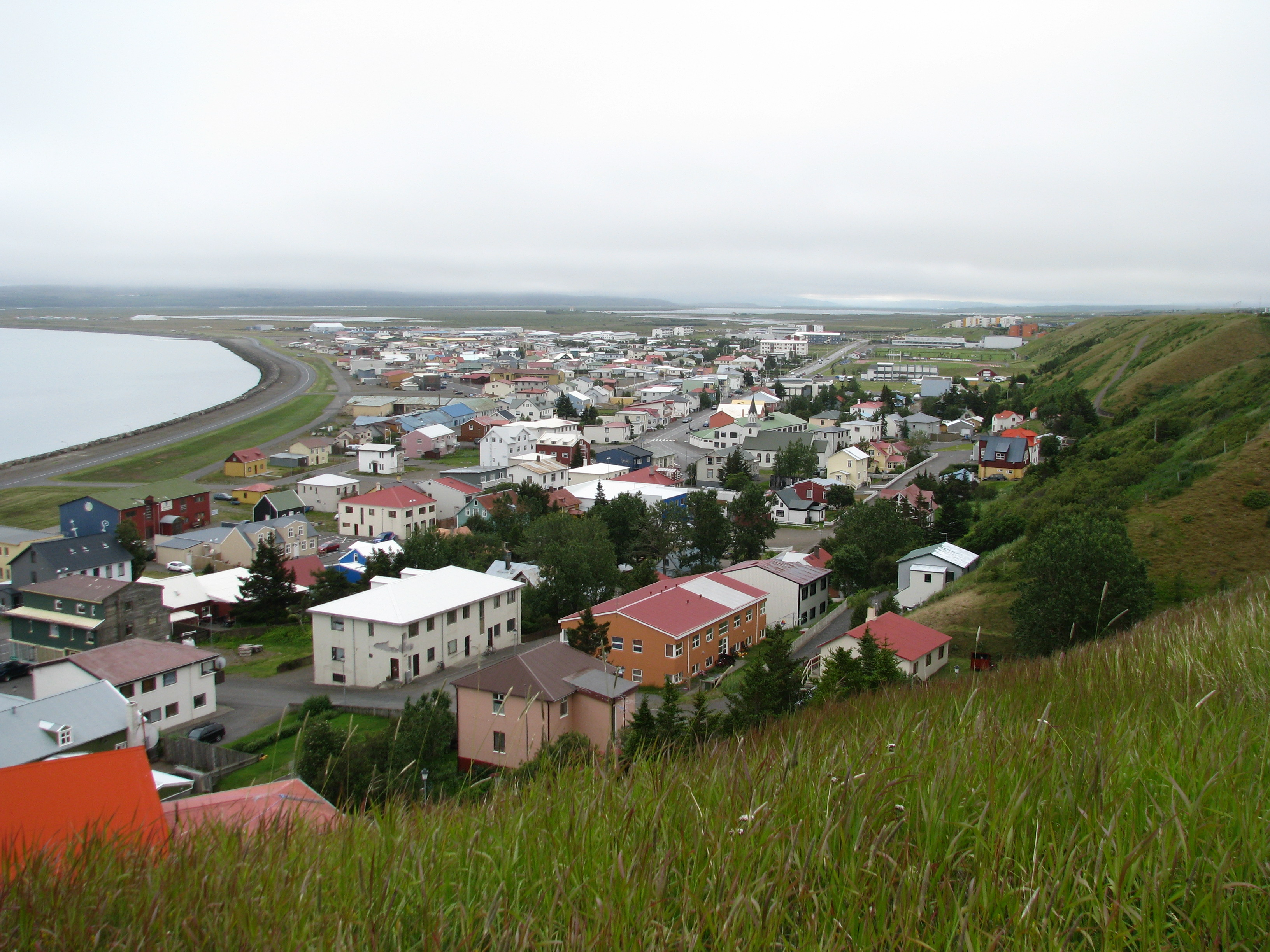
Zicht op Sauðárkrókur.
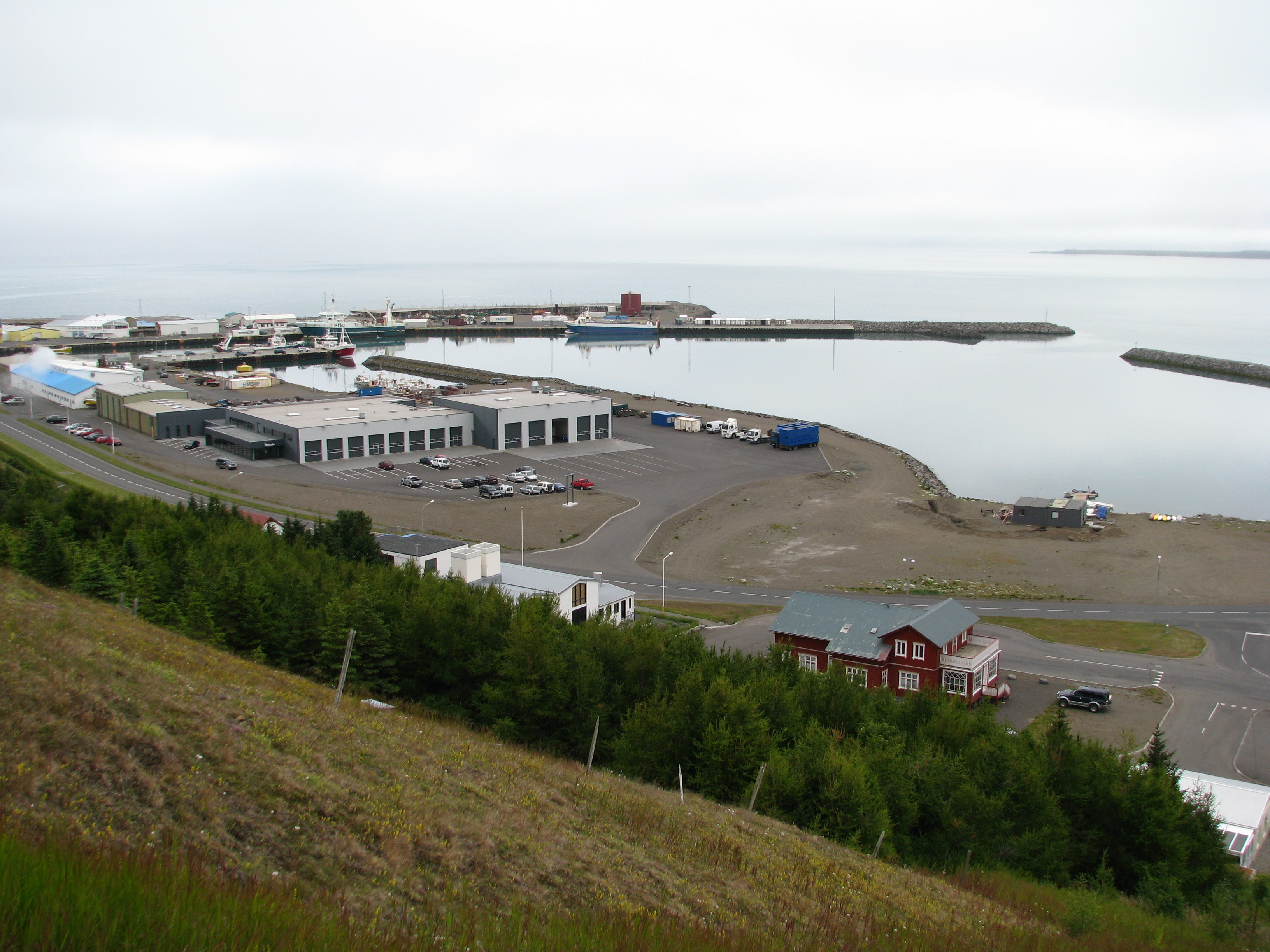
Haven van Sauðárkrókur.
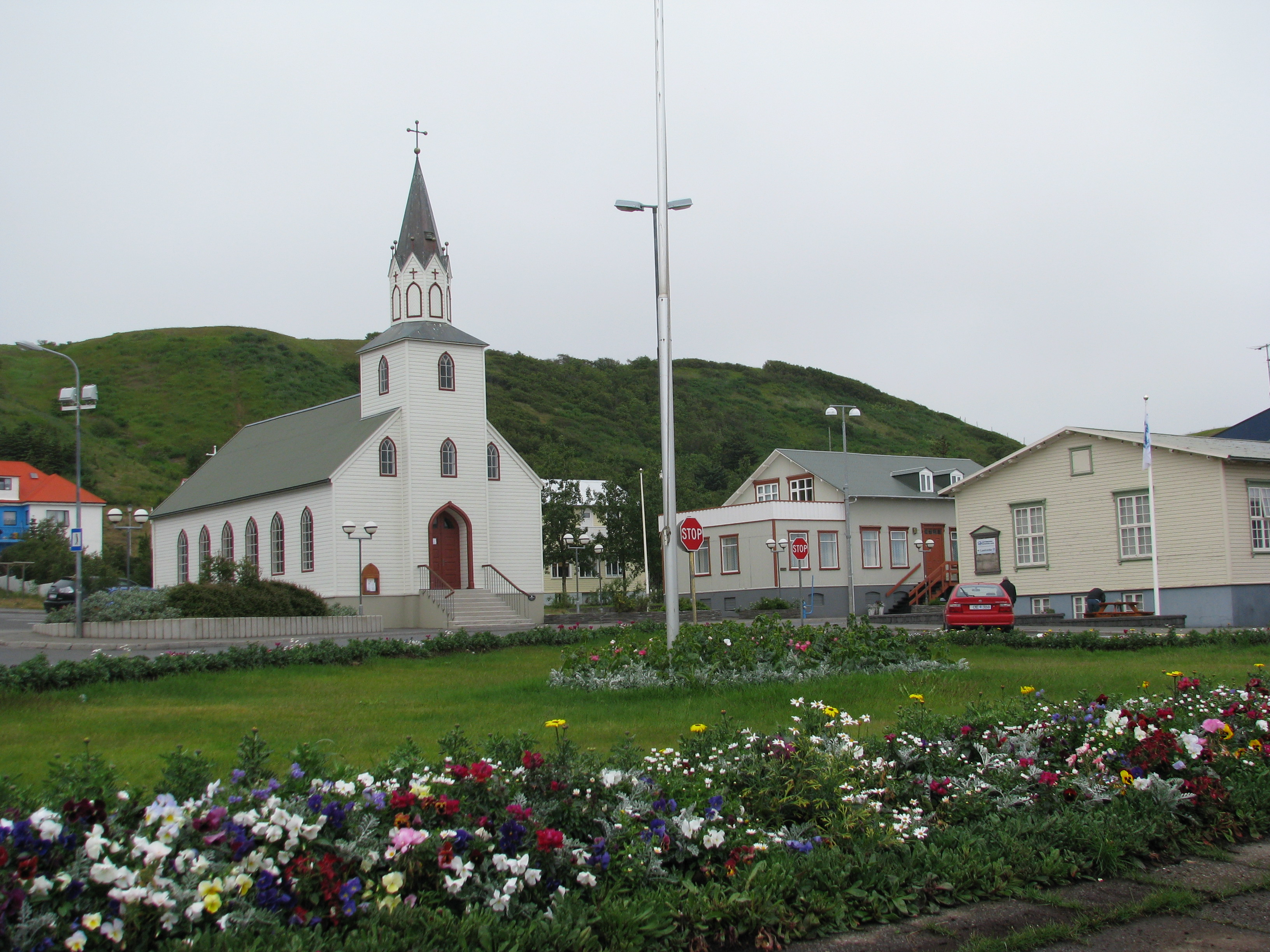
Kerkje van Sauðárkrókur.